# Hüttenwart
Hüttenwart, auch Hüttenwirt, ist die Tätigkeit, eine Schutzhütte zu betreuen. Es kann eine berufliche Tätigkeit oder ein Ehrenamt sein. Von Hüttenwart spricht man in Bezug auf die hausmeisterlichen Arbeiten, von Hüttenwirt auf die Beherbergung und Verpflegung als Gastwirt.

## Berufsbild
Ein Hüttenwart führt die hauswirtschaftlichen und handwerklichen Arbeiten in einer meist in den Bergen gelegenen Schutzhütte aus: Er kocht einfache Mahlzeiten für Gäste, oft unter erschwerten Bedingungen (z. B. Kochen mit einem Holzherd), reinigt die Lokalitäten, versorgt die Wäsche, ist verantwortlich für Einkauf als auch Lagerung der Lebensmittel und erledigt kleinere Reparaturarbeiten im Haus.
Das Tätigkeitsprofil ist vielfältig: Betriebsführung, Gastronomie, Kochen, Hygiene, Getränkekunde, Hauswirtschaft, Marketing, Buchhaltung, Fremdsprachen, handwerkliche und technische Begabung, Kenntnisse im Bereich Wetter und Umwelt und deren Einflüsse. Oft bietet der Hüttenwart auch noch Gebirgstouren als Bergführer oder die Benutzung von Klettergärten an.
Die Arbeit eines Hüttenwartes und dessen Team ist sehr umfangreich, von Hütte zu Hütte sehr unterschiedlich, und die Abhängigkeiten sind sehr komplex.
Die Hütten sind keine Hotels, die anfallenden Arbeiten aber nicht minder umfangreich. Während der Hochsaison dauert ein Arbeitstag nicht selten 14 bis 18 Stunden. Die Tagwache für Bergsteiger beginnt oft schon um 4 Uhr mit der Zubereitung des Frühstücks. Auch der Tee („Marschtee“) wird dann schon bereitgestellt.
Normalerweise ist Tagwache und Morgenessen zwischen 06:30 und 08:00 Uhr. Im Anschluss reinigt der Hüttenwart den Schlafraum, damit dieser bereit ist für die neuen Gäste. Da mittags auf vielen Berghütten wenig Gäste da sind, werden in diesen Zeiten die vergleichsweise aufwändige Ver- und Entsorgung und die umfangreichen Erhaltungsarbeiten an und um die Hütte erledigt, und auch die weitere Wegewartung der Zu- und Aufstiege, die meist bis in gewisse Entfernung dem Hüttenwart obliegt.
Viele der Berghütten sind nur während der Sommermonate bewartet. Während der hochfrequentierten Zeit wird auch die Personalplanung auf der Hütte oftmals schwierig. Entsprechendes Hüttenpersonal muss für die kommenden Wochenenden gesucht und gefunden werden. Bei schlechter Witterung kommt es dennoch vor, dass auf einer Hütte vorübergehend mehr Personal als Gäste wohnen; bei längeren Schlechtwetterphasen, dass das Haus komplett leersteht.
Gemeinhin gelten Hüttenwarte als „Seele der Berghütte“, was an ihrem oft idealistisch anmutenden Tätigkeitsprofil und ihrem persönlichen Einsatz festgemacht wird. Vielerorts sind Hüttenwarte über einen sehr langen Zeitraum oder gar über Generationen in ein und derselben Hütte tätig und pflegen enge Freundschaften in alle Welt. Dieser ein Stück weit zu lebende, leidenschaftliche Idealismus überträgt sich auf die Kultur einer jeden Hütte. Häufig teilen sich (Ehe-)Paare diese Aufgaben.
Daneben gibt es reine Hüttenwarte für Selbstversorgerhütten, in denen keine Beherbergungsarbeit stattfindet. Hier kümmert sich der zuständige Hüttenwart in Nebenbeschäftigung ab und an um Sauberkeit und Funktion.

## Aufgaben
Gebäude und Infrastruktur:
Instandhaltung des Gebäudes und der Infrastruktur.
Führen des Hüttenbuches.
Bereitstellen von Mahlzeiten und Getränken. Das Wasser muss zum Teil durch Schmelzen von Schnee und Eis gewonnen und abgekocht werden. Besonders im Hochgebirge ist Wasser ein kostbares und entsprechend kostenpflichtiges Gut.
Kontrolle der Einhaltung der Hüttenregeln. Die wichtigsten Regeln sind meistens in der Hütte in Form einer Hausordnung angeschlagen. (Betreten der Schlafräume mit Bergschuhen ist z. B. verboten.)
Gastbetreuung:
Entgegennahme der Reservationen, Zuweisung des Schlafplatzes und kurzer Rundgang durch die Hütte.
Erteilen von Auskünften betreffend aktuellem und zukünftigem Wetter, Schneeverhältnissen, Lawinengefahr etc.
Sehr oft findet die Arbeit des Hüttenwarts auch „draußen“ außerhalb der Hütte statt. Oft sind die Wanderer oder Bergsteiger schlecht ausgerüstet oder wenig bergtauglich. Vielfach fehlen auch die für eine seriös geplante Tour nötigen Landeskarten. Der Hüttenwart fungiert hierbei auch als Ratgeber und warnt Bergtouristen vor Unwägbarkeiten.
Einige lassen sich auch durch den Hüttenwart nicht von einer geplanten Besteigung abhalten. Hier wird dann üblicherweise verlangt, dass sich diese Personen beim Hüttenwart oder auf einer nächsten Hütte zurückmelden. Erfolgt diese Rückmeldung nicht, wird – wenn die betreffenden Personen nicht anderweitig erreichbar sind, oftmals vorsorglich ein Notfall- und Rettungseinsatz ausgelöst. Dies ist insofern problematisch, da solche Einsätze in der Regel sehr hohe Kosten verursachen und im Falle von vergessenen Rückmeldungen als falscher Alarm einhergehen. Die Konsequenz aus solchen Erfahrungen ist, dass es oft äußerst schwierig ist, die entstandenen Suchkosten den Betroffenen in Rechnung zu stellen, was dazu führt, dass Hüttenwarte erst dann reagieren, wenn sie ganz sicher sind, dass Hilfe auch wirklich benötigt wird.
Während der unbewarteten Zeit steht oft ein Winterraum zur Verfügung. Dieser Raum dient als einfache Übernachtungsmöglichkeit mit wenigen Wolldecken-Schlafplätzen, Essgeschirr, sowie Koch- und Brennmaterialien. Falls es der Zustieg erlaubt, kontrolliert der Hüttenwart diesen Winterraum während der unbewarteten Zeit gelegentlich. Eine Kostendeckung wird mit einer freiwillig zu entrichtenden Taxe angestrebt, oft werden die angefallenen Taxen jedoch nicht bezahlt. Eine Schließung der Winterräume, wie in anderen Ländern bereits der Fall, ist die logische Konsequenz.

## Ausbildung zum Hüttenwart
In Österreich muss ein Hüttenwart kein ausgebildeter Gastwirt sein (kein Befähigungsnachweis für das Gastgewerbe für Schutzhütten, § 111 Abs 2 Z 2 Gewerbeordnung). Hüttenkategorie-III (Alpengasthöfe) fallen meist aber schon unter die Konzessionspflicht. Die alpinen Vereine bieten Kurse an, so der Österreichische Alpenverein im Rahmen der Alpenverein-Akademie, und die örtlichen Sektionen unterstützen die Hüttenwarte/-wirtsleute.
Bis 2008 führte der Schweizer Alpen-Club SAC einen einwöchigen Kurs für angehende Hüttenwarte durch. Dieser wurde jedoch nicht gesamtschweizerisch akzeptiert. So verlangte zum Beispiel der Kanton Wallis noch immer ein Wirtepatent für das Führen einer Berghütte. Dann stand man in Verhandlungen betreffend Art und Akzeptanz der zukünftigen Ausbildung für Hüttenwarte.

## Einzelbelege
1. ↑  http://www.sentiero.ch/docus_de/abhaenigkeit_huettenwart.pdf
2. ↑  http://www.sentiero.ch/de11_personalpool-huette.htm
3. ↑  Hütten und Wege (Memento des Originals vom 6. April 2015 im Internet Archive)  Info: Der Archivlink wurde automatisch eingesetzt und noch nicht geprüft. Bitte prüfe Original- und Archivlink gemäß Anleitung und entferne dann diesen Hinweis., alpenverein-akademie.at
4. ↑  http://www.sentiero.ch/docus_de/abklaerung_huettenwartkurs_2008.pdf